# بخش هیر
بخش هیر یکی از بخش‌های تابعه شهرستان اردبیل در استان اردبیل در شمال غربی ایران است.
این بخش در منطقه فولادلو و در جنوب شرقی اردبیل واقع شده‌است. بخش هیر دارای ۴۸ ده می‌باشد که سکنه آن در حدود ۱۶۷۶۱ تن می‌باشد به زبان ترکی آذربایجانی تکلم می کنند ، مرکز آن شهر هیر است. مرکز بخش در ۲۵ کیلومتری جنوب شرق اردبیل در مسیر جاده آسفالته اردبیل به هیر واقع شده‌است.

## تقسیمات کشوری
- بخش فولادلو هیر
  - دهستان فولادلوی جنوبی (بودالالو)
  - دهستان فولادلوی شمالی (خلیل آباد)
  - دهستان هیر

شهرها: هیر _ آراللو

## جمعیت
بنابر سرشماری مرکز آمار ایران، جمعیت بخش هیر شهرستان اردبیل در سال ۱۳۹۵ برابر با ۱۹,۲۸۲ نفر بوده‌است.